# Hladovka
Hladovka (Hongaars: Hladovka) is een Slowaakse gemeente in de regio Žilina, en maakt deel uit van het district Tvrdošín.
Hladovka telt 992 inwoners.

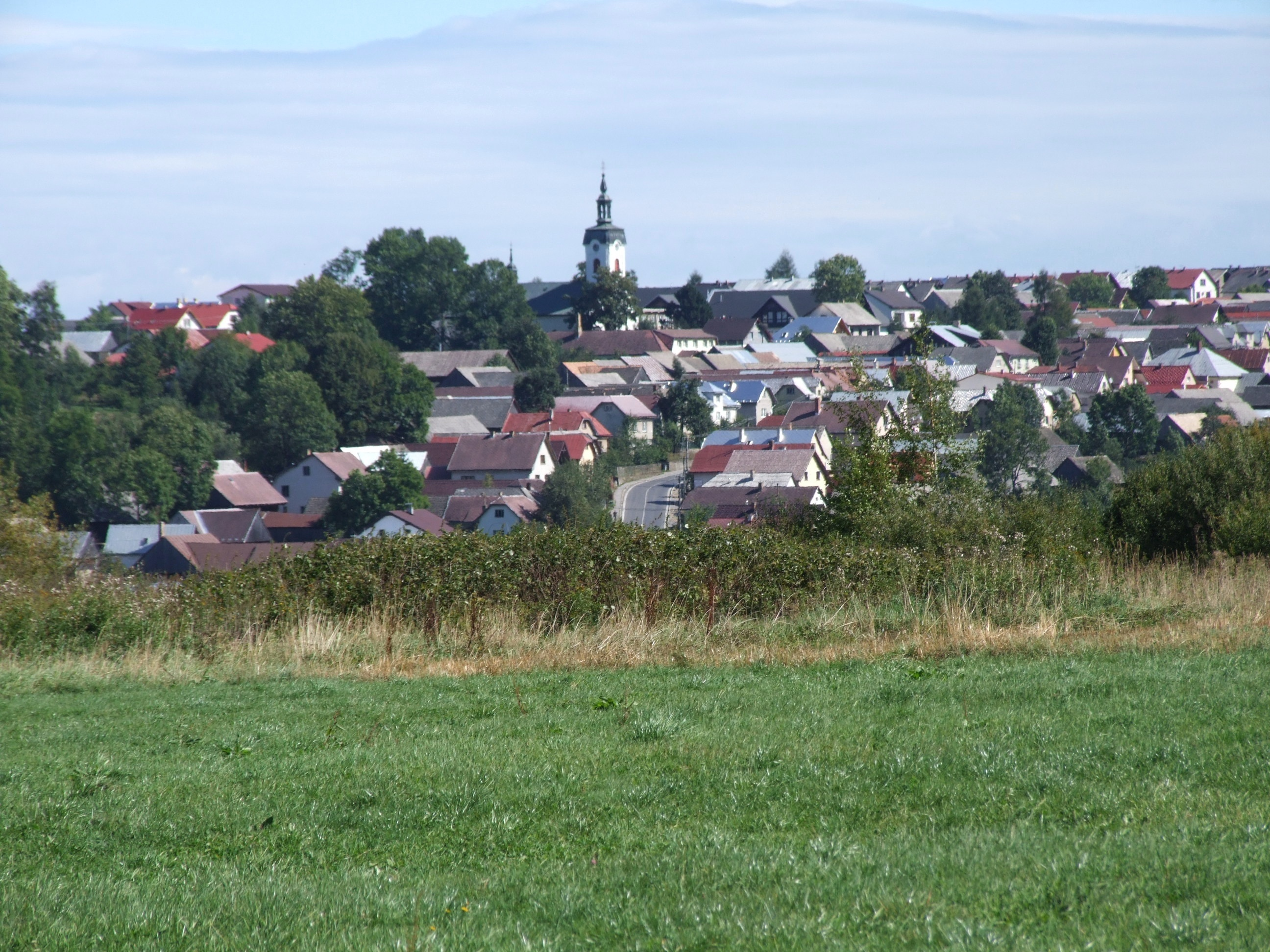
Hladovka
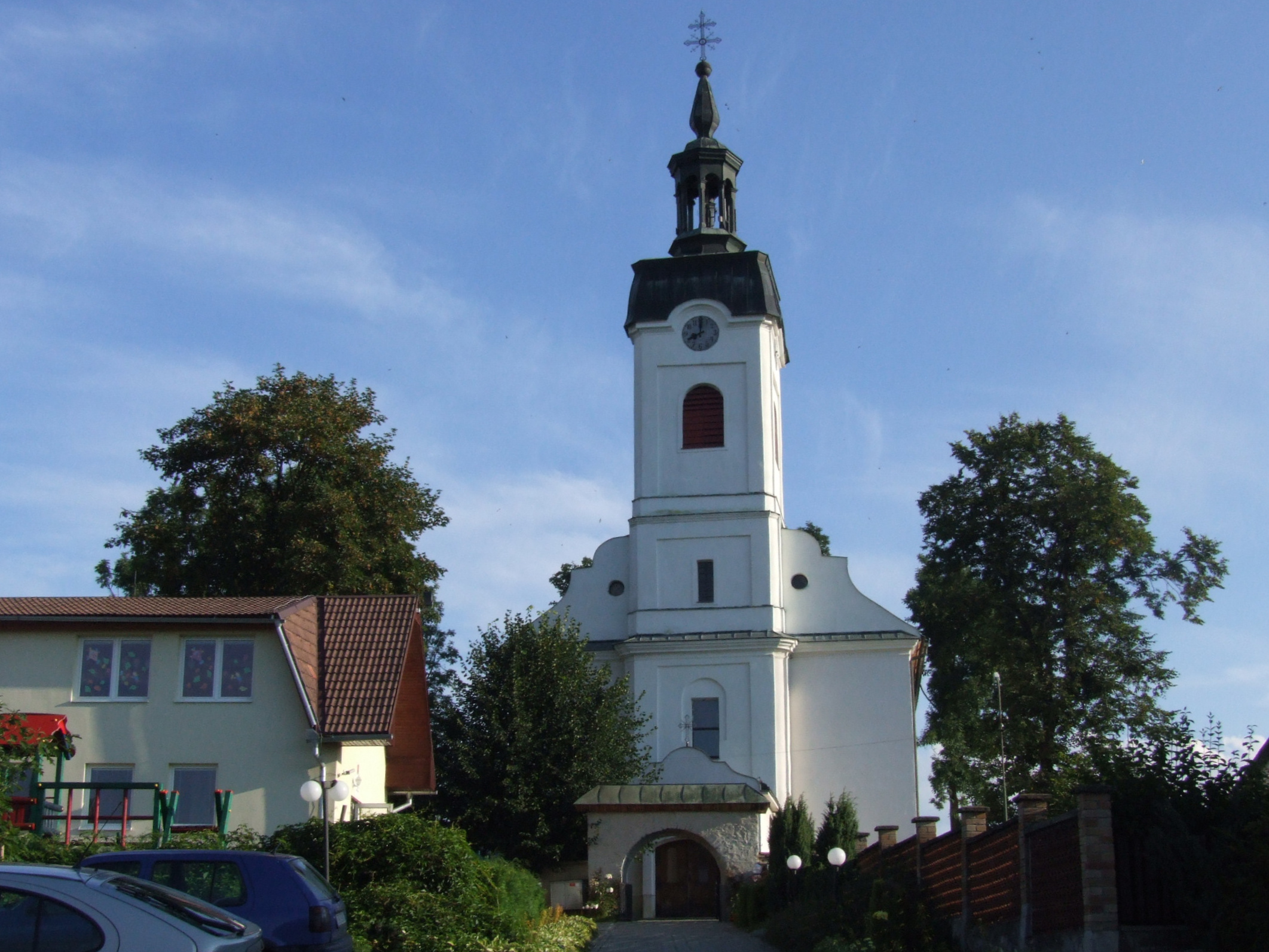
Kerk van Hladovka